# 蔬菜
蔬菜（そさい）とは、本来は栽培作物を指す語。今日では慣用的に「野菜」（やさい）と同義となっている。

## 概念
「蔬」も「菜」も広く食用の草本を指しており、「野菜」の概念よりも広い意味を持つ。「蔬菜」は栽培作物を指して用いられる語で本来は栽培されたものではない野菜や山菜などと厳密な区別がある。しかし、その後に山菜なども栽培されるようになった結果として、これらの厳密な区別が困難になったといわれ、「蔬菜」と「野菜」とは同義語として扱われている。
「蔬菜」の「蔬」の字が常用漢字外であることからも、一般に「野菜」の語が用いられている。「蔬菜」は草花を意味する「花卉」とともに、伝統的に農業関係者や種苗業者、あるいは市場や小売関係者などが用いる語となっている。

## 蔬菜園芸
蔬菜の栽培を中心にした園芸を蔬菜園芸といい、花卉園芸・果樹園芸と並ぶ3大園芸分野になっている。なお、大豆やあずき、とうもろこしなどは「穀物」として扱われているが、日本では小規模経営が多く、用途も煮豆や焼きとうもろこしなど野菜として扱われるため、蔬菜園芸になっている。